# Klubi Futbollistik Hajvalia
Il Klubi Futbollistik Hajvalia, o nella sua forma abbreviata KF Hajvalia, è una società di calcio del Kosovo con sede ad Hajvalia, piccolo centro del distretto di Pristina. Fondato nel 1999 e milita nella Superliga e Futbollit të Kosovës la massima serie del campionato di calcio del Kosovo.

## Palmarès

### Altri piazzamenti
- Campionato kosovaro di calcio:

Secondo posto: 2015-2016
- Coppa del Kosovo:

Finalista: 2013-2014